# Министерство иностранных дел Российской империи
Министе́рство иностранных дел Российской империи — центральное государственное учреждение в Российской империи, существовавшее с 1802 до 2 (15) марта 1917 года; ведало отношениями с иностранными государствами.

## История

Тайный советник и канцлер МИД Российской империи, 1834 год

Учреждено указом Александра I 8 сентября 1802 года (манифест «Об учреждении министерств»). При Образовании МИДа, Коллегия иностранных дел Российской империи (продолжала существовать до 10 апреля 1832 года) стала подчиняться министру иностранных дел.
Именным указом от 10 апреля 1832 года «Об образовании Министерства иностранных дел» Коллегия иностранных дел была упразднена, войдя в состав министерства. По указу, МИД включал в себя: Совет, Азиатский департамент, Департамент внешних сношений, Департамент внутренних сношений и Департамент хозяйственных и счётных дел, а также 3 главных архива — 2 в Санкт-Петербурге и 1 в Москве.
Структура и штат МИДа неоднократно менялись.
В 1858 году из ведения МИДа была изъята церемониальная часть, которая была передана в Министерство императорского двора и уделов.
22 мая 1868 года было утверждено новое «Учреждение» министерства: функции последнего предусматривали политические сношения с иностранными правительствами, покровительство в чужих краях русской торговле и вообще русским интересам, ходатайство о законной защите русских подданных по делам их за границей, содействие удовлетворению законных требований иностранцев по делам их в России.
После Октябрьской революции 1917 года на основе МИДа был создан Народный комиссариат по иностранным делам РСФСР.

## Министры иностранных дел и управляющие министерством
1. граф Александр Воронцов (8 сентября 1802 — 16 января 1804)
2. князь Адам Чарторыйский (16 января 1804 — 17 июня 1806)
3. барон Андрей Будберг (17 июня 1806 — 30 августа 1807)
4. Николай Румянцев (30 августа 1807 — 1 августа 1814)
5. Иван Вейдемейер (управляющий Коллегией иностранных дел; 1814—1816)
6. Иоанн Каподистрия (9 августа 1816 — 8 августа 1822)
7. граф Карл Нессельроде (управляющий Коллегией иностранных дел и министерством с 9 августа 1816 года; министр: 10 апреля 1832 года — 15 апреля 1856 года)
8. князь Александр Горчаков (15 апреля 1856 — 28 марта 1882)
9. Николай Гирс (28 марта 1882 — 14 января 1895)
10. князь Алексей Лобанов-Ростовский (26 февраля 1895 — 18 августа 1896)
11. Николай Шишкин (управляющий;19 августа 1896 — 1 января 1897)
12. граф Михаил Муравьёв (1 января 1897 — 8 июня 1900)
13. граф Владимир Ламздорф (9 июня 1900 — 28 апреля 1906)
14. Александр Извольский (28 апреля 1906 — 14 сентября 1910)
15. Сергей Сазонов (14 сентября 1910 — 7 июля 1916)
16. Борис Штюрмер (7 июля 1916 — 10 ноября 1916)
17. Николай Покровский (30 ноября 1916 — 15 марта 1917)
18. Анатолий Нератов (управляющий;март 1917)
19. Павел Милюков (март-май 1917)
20. Михаил Терещенко (5 мая 1917 — 25 октября 1917).

## Знаки различия
1 апреля 1897 года продольные серебряные плетёные погоны на красном суконном подбое были присвоены всем чиновникам Министерства иностранных дел. Для имевших звание статс-секретаря предусматривалось ношение на погонах кованого золотого императорского вензеля. Погоны, изготовленные из серебряного шнура или канители, выглядели очень нарядно. Присутствие металлических штампованных звездочкек, имитирующих вышивку с блестками, — довольно редкий случай для погон «генеральских» классов (при этом суконный подбой отсутствует).
На парадных мундирах МИДа носить плечевые знаки не полагалось.
|                                       | Статс-секретарь в чине Действительный Тайный советник пожалованный в царствование Императора Николая II |                                | [ 5 ]           |                 |                                  |                   |                     |                    |                    |                     |                      |                      |                        |
| Продольные плечевые знаки (1898—1904) | |                                |                 |                 |                                  |                   |                     |                    |                    |                     |                      |                      |                        |
|                                       | Статс-секретарь в чине Действительный Тайный советник пожалованный в царствование Императора Николая II |                                |                 |                 |                                  |                   |                     |                    |                    |                     |                      |                      |                        |
| Класс по «Табели о рангах»            | I и II                                                                                                  | I и II                         | III             | III             | IV                               | V                 | VI                  | VII                | VIII               | IX                  | X                    | XII                  | XIV                    |
| Наименование чина                     | Действительный тайный советник                                                                          | Действительный тайный советник | Тайный советник | Тайный советник | Действительный статский советник | Статский советник | Коллежский советник | Надворный советник | Коллежский асессор | Титулярный советник | Коллежский секретарь | Губернский секретарь | Коллежский регистратор |
| Тип погон                             | Генеральские                                                                                            | Генеральские                   | Генеральские    | Генеральские    | Генеральские                     | Генеральские      | Штаб-офицерские     | Штаб-офицерские    | Штаб-офицерские    | Обер-офицерские     | Обер-офицерские      | Обер-офицерские      | Обер-офицерские        |

Плетёные погоны, введённые в конце XIX в., были заменены галунными в 1898 году.
| Чиновники министерств (1904 год)                                | Продольные плечевые знаки      | Продольные плечевые знаки                                          | Петлицы к сюртуку и полотнянику        | Петлицы к сюртуку и полотнянику | Петлицы к сюртуку и полотнянику  | Петлицы к сюртуку и полотнянику | Петлицы к сюртуку и полотнянику | Петлицы к сюртуку и полотнянику | Петлицы к сюртуку и полотнянику | Петлицы к сюртуку и полотнянику | Петлицы к сюртуку и полотнянику | Петлицы к сюртуку и полотнянику | Петлицы к сюртуку и полотнянику |                   |
| --------------------------------------------------------------- | ------------------------------ | ------------------------------------------------------------------ | -------------------------------------- | ------------------------------- | -------------------------------- | ------------------------------- | ------------------------------- | ------------------------------- | ------------------------------- | ------------------------------- | ------------------------------- | ------------------------------- | ------------------------------- | ----------------- |
| Чиновники министерств (1904 год)                                | Министр или Товарищ министра   | Статс-секретарь, пожалованный в царствование Императора Николая II |                                        |                                 |                                  |                                 |                                 |                                 |                                 |                                 |                                 |                                 |                                 |                   |
| Чиновники министерств (1904 год)                                | Министр или Товарищ министра   | Статс-секретарь, пожалованный в царствование Императора Николая II | Петлицы к шинели и пальто (полупальто) |                                 |                                  |                                 |                                 |                                 |                                 |                                 |                                 |                                 |                                 |                   |
| Чиновники министерств (1904 год)                                | Министр или Товарищ министра   | Статс-секретарь, пожалованный в царствование Императора Николая II | Ткань: бархат                          |                                 |                                  |                                 |                                 |                                 |                                 |                                 |                                 |                                 |                                 | Ткань: сукно      |
| Чиновники посольств, миссий и учреждений за границей (1904 год) |                                |                                                                    | Продольные плечевые знаки              | Продольные плечевые знаки       | Продольные плечевые знаки        | Продольные плечевые знаки       | Продольные плечевые знаки       | Продольные плечевые знаки       | Продольные плечевые знаки       | Продольные плечевые знаки       | Продольные плечевые знаки       | Продольные плечевые знаки       | Продольные плечевые знаки       |                   |
| Чиновники посольств, миссий и учреждений за границей (1904 год) |                                |                                                                    |                                        |                                 |                                  |                                 |                                 |                                 |                                 |                                 |                                 |                                 |                                 |                   |
| Класс по «Табели о рангах»                                      | I и II                         | I и II                                                             | I и II                                 | III                             | IV                               | V                               | VI                              | VII                             | VIII                            | IX                              | X                               | XII                             | XIV                             | —                 |
| Наименование чина                                               | Действительный тайный советник | Действительный тайный советник                                     | Действительный тайный советник         | Тайный советник                 | Действительный статский советник | Статский советник               | Коллежский советник             | Надворный советник              | Коллежский асессор              | Титулярный советник             | Коллежский секретарь            | Губернский секретарь            | Коллежский регистратор          | Чиновник без чина |
| Тип погон                                                       | Генеральские                   | Генеральские                                                       | Генеральские                           | Генеральские                    | Генеральские                     | Генеральские                    | Штаб-офицерские                 | Штаб-офицерские                 | Штаб-офицерские                 | Обер-офицерские                 | Обер-офицерские                 | Обер-офицерские                 | Обер-офицерские                 | —                 |